# 3759 км
3759 км — упразднённая железнодорожная будка в Тяжинском районе Кемеровской области. На момент упразднения входила в состав Старотяжинского сельсовета. Исключена из учётных данных в 1997 году.

## География
Располагалась у остановочного пункта Раздольное Западно-Сибирской железной дороги, на расстоянии примерно 2,5 км по прямой к северо-западу от деревни Почаевка.

## Население
| 1970 | 1979 | 1989 |
| ---- | ---- | ---- |
| 31   | ↘19  | ↘15  |